# Hans Pink
Hans Pink (* 14. April 1906 in Saarbrücken; † 14. Mai 1974 in Völklingen) war ein saarländischer Politiker (KPD) und Widerstandskämpfer.
Der Metallarbeiter wurde 1924 Mitglied der saarländischen KPD. Er engagierte sich in der Rote Hilfe Deutschlands (RHD) und war Orgleiter der RHD Saar. Als solcher organisierte er u. a. eine Solidaritätsaktion für Ernst Thälmann und erreichte es, ihn im Mai 1934 mit einer saarländischen Delegation im Gefängnis besuchen zu dürfen.
Im Jahr 1932 wurde er in den letzten Landesrat des Saargebietes gewählt. Bei einem illegalen Aufenthalt im Deutschen Reich wurde er 1933 verhaftet und zeitweilig in Schutzhaft genommen. Nach der Saarabstimmung 1935 emigrierte er wie viele saarländische Gegner des Nationalsozialismus nach Frankreich und verdiente dort seinen Lebensunterhalt in einem Steinbruch. Nach seiner Internierung 1939 gelang ihm die Flucht aus dem Lager, und er schloss sich der Résistance an.
Nach dem Krieg kehrte er ins Saarland zurück und war dort als Funktionär im Industrieverband Metall Saar tätig. Außerdem war er auch wieder in der saarländischen KPD aktiv – selbst nach 1957, als im Saarland das KPD-Verbot umgesetzt wurde. August Hey unterstützte er 1961 bei dessen Kandidatur um ein Mandat im Deutschen Bundestag.
Verheiratet war er mit Maria Pink (1904–1988, geb. Maria Oster), die seit 1932 KPD-Mitglied war und sich gemeinsam mit ihrem Mann ebenfalls in der Résistance engagierte.